# Danijel Romić
Danijel Romić (Subotica, 19 marzo 1993) è un calciatore croato, difensore del Purkersdorf.

## Carriera
Ha giocato nella massima serie dei campionati ungherese e croato.